# Capture of Boer Battery by British
Capture of Boer Battery by British er en amerikansk stumfilm fra 1900 af James H. White.